# Benedetto Alfieri
Era questi il primo architetto del re; ed alloggiava contiguamente a quello stesso Regio teatro da lui con tanta eleganza e maestria ideato, e fatto eseguire.

Io andava qualche volta a pranzo da lui, ed alcune volte a visitarlo;»
(da Vita di V.Alfieri)
Benedetto Alfieri (Roma, 8 giugno 1699 – Torino, 6 dicembre 1767) è stato un architetto e politico italiano, celebre per aver realizzato importanti edifici barocchi in Piemonte.

## Storia
Benedetto Innocenzo Gaspare Giuseppe Alfieri, nasce a Roma  dall'astigiano Alessandro Alfieri Bianco e dalla romana Lavinia Ponte. Apparteneva al ramo dei conti Alfieri di Cortemilia e, quindi, alla stessa famiglia del cronista astigiano Ogerio Alfieri e del poeta Vittorio Alfieri, che nella "Vita" lo ricorda con venerazione e affetto. Studiò prima a Roma presso il collegio dei padri gesuiti, e poi dal 1722 a Torino dove si laureò in legge. Parallelamente compì studi e approfondimenti come autodidatta, in architettura.

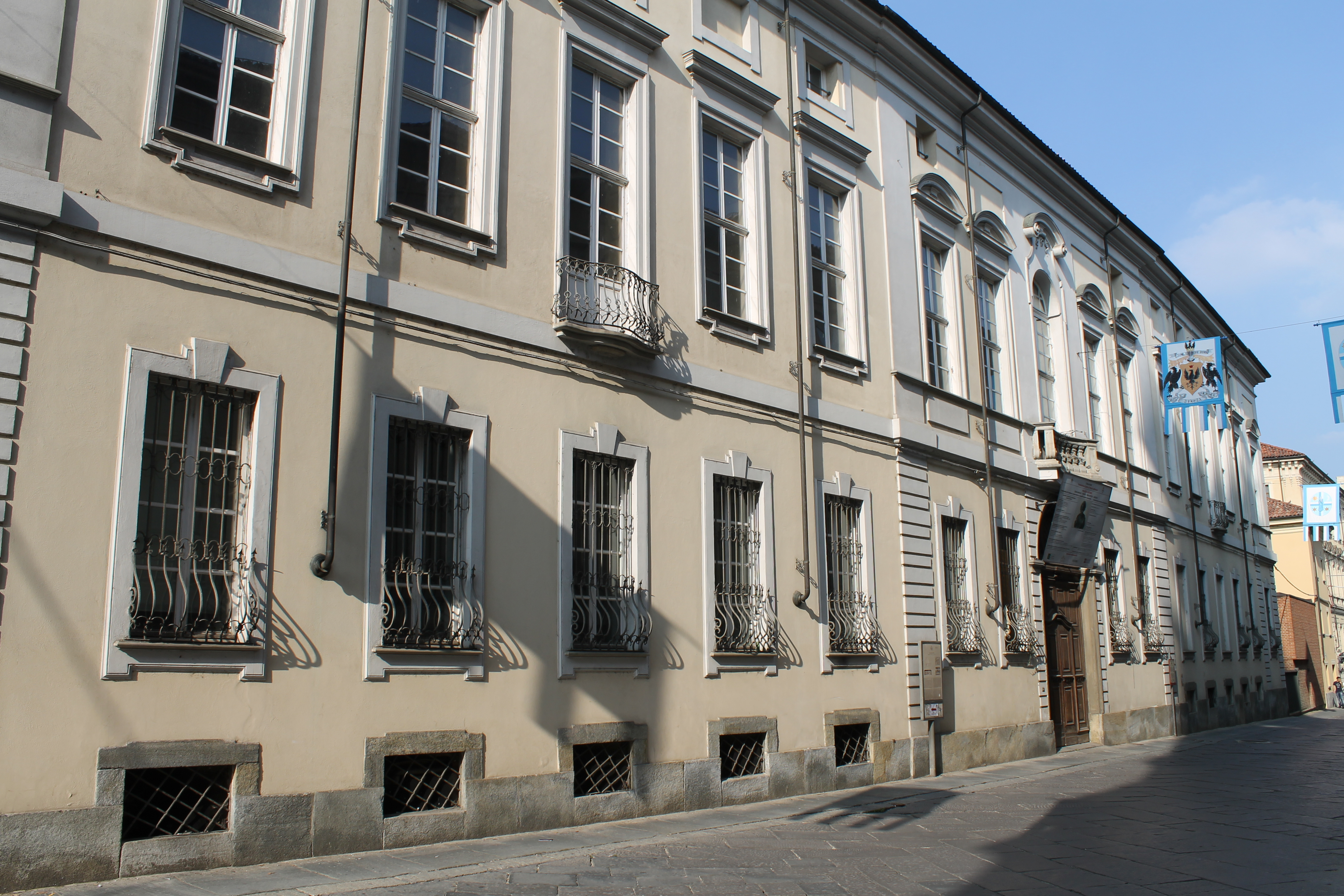
Facciata di Palazzo Alfieri, Asti

Ad Asti fu consigliere e poi sindaco dal 1726 al 1730. In questo periodo di attività, progettò la facciata e lo scalone del Palazzo del Comune, Palazzo Alfieri (casa natale del cugino Vittorio), Palazzo Ottolenghi, il Seminario vescovile, l'ex Convento della Consolata, palazzo Gazzelli. Su disegni di Benedetto Alfieri fu edificato il castello della famiglia Alfieri in San Martino Alfieri, e venne trasformato il semplice edificio militare dei conti Amico di Castell'Alfero ad elegante residenza barocca.
Anche il castello di Govone, reso famoso dal soggiorno di Jean-Jacques Rousseau al servizio dei conti Solaro, fu costruito da Benedetto Alfieri su disegno di Guarino Guarini. Ad Alessandria, nel 1730, realizzò il palazzo dello zio marchese Tommaso Ghilini. Nel 1736 Carlo Emanuele III di Savoia lo incaricò di terminare il Teatro Regio. L'abilità dell'architetto fu quella di dare una perfetta omogeneità architettonica alla facciata del teatro con gli edifici che si affacciano su Piazza Castello. La facciata del teatro è l'unico elemento architettonico superstite dell'antico edificio costruito dall'Alfieri e distrutto dal rogo del 1936.
Nel 1739 succedette a Filippo Juvarra come "primo architetto civile del re di Sardegna". Nel 1739, per la Palazzina di caccia di Stupinigi, Benedetto Alfieri progettò due nuove ali laterali, che tuttavia furono realizzate soltanto nel 1759. Nel 1742 fu sindaco di Torino. Nel 1743 Benedetto Alfieri soprintese al restauro del Palazzo Barolo dei conti Falletti di Barolo, intervenendo sia sulla facciata esterna (atrio e scalone) che al piano nobile. La sua attività a Torino proseguì con numerosi rifacimenti di interni, fra i quali si ricordano le stanze e gallerie nel Palazzo Reale, palazzo Morozzo della Rocca (1750), palazzo Isnardi di Caraglio (1756), palazzo Chiablese (1762), palazzo Asinari di San Marzano (1767), e intervenne nei rifacimenti dell'ala meridionale del palazzo del Senato Sabaudo (1741-1748), la cui costruzione iniziò nel 1720 su progetto di Filippo Juvarra.
Inoltre, tra il 1751 e il 1757, dopo la morte dello Juvarra, proseguì i lavori alla reggia di Venaria Reale di Torino. Fece i disegni per la modifica del Duomo di Torino, per un ampliamento di palazzo Madama e per una ricostruzione del castello di Chambéry. L'Alfieri si occupò anche di urbanistica, con il progetto nel 1756 della piazza all'incrocio fra Via Milano e Via Garibaldi, piazza Palazzo di Città, l'antica Piazza delle Erbe, completata poi nell'Ottocento con la statua di Pelagio Palagi che raffigura Amedeo VI di Savoia detto il Conte Verde. Nel 1753 accettò il progetto di realizzazione del campanile della Basilica di San Gaudenzio di Novara. L'opera venne però terminata nel 1786, 33 anni dopo l'apertura del cantiere e 19 dopo la morte del progettista.
Anche il Duomo di Carignano (chiesa parrocchiale dei SS. Giovanni Battista e Remigio), considerato il capolavoro assoluto dell'architetto, venne completato dagli architetti dello Studio regio nel 1771, quattro anni dopo la sua morte. La fabbrica presenta una sorprendente pianta a navata curva ed endonartece circolare. Vittorio Alfieri la ricordava come «quella bizzarra chiesa di Carignano fatta a forma di ventaglio». Secondo la vecchia lettura di Brinckmann, "il semicerchio della chiesa doveva stimolare lo spettatore a completarlo nella sua mente con l'altra metà"; esistono in realtà precedenti per questa inusitata e gigantesca architettura, tuttora incompleta, tra i bozzetti per scenografie teatrali in ambito juvarriano. Morì di polmonite il 6 dicembre 1767

## Lo stile "Alfieriano"
Tra molte altre cose, io argomento quella sua passione smisurata per l'architettura, dal parlarmi spessissimo, e con entusiasmo, a me ragazzaccio ignorante d'ogni arte ch'io m'era, del divino Michelangelo Buonarroti, ch'egli non nominava mai senza o abbassare il capo, o alzarsi la berretta, con un rispetto ed una compunzione che non mi usciranno mai dalla mente»
(da Vita di Vittorio Alfieri)
 Le costruzioni dell'architetto astigiano sono caratterizzate da un barocco di stile michelangiolesco in apparenza molto festoso, ma di fatto rigoroso, molto lontano da soluzioni guariniane ed aggiornato anche rispetto alle architetture juvarriane, verso un diverso uso degli elementi classici, non scevro da autentiche invenzioni (come nel duomo di Carignano), comprensibili con il carattere sprovincializzato della sua cultura architettonica
È probabile che l'ispirazione per la sua architettura derivi dal suo soggiorno giovanile a Roma, soprattutto per le opere monumentali, dove è forte il tentativo di "sprovincializzare" l'architettura piemontese, avvicinandola il più possibile a quella classica romana. Secondo R.Pommer, lo stile di Alfieri è molto più simile al Vanvitelli che allo Juvarra, o al Vittone. Infatti, i temi conservatori e severi dell'architetto si sposano pienamente allo stile dello scalone del Vanvitelli per la reggia di Caserta. Il rococò per Alfieri non coinvolge mai l'architettura esterna, ma rimane confinato agli interni con geniali intuizioni nell'utilizzo degli specchi, degli scaloni, delle dorature e degli arredi..

### Elenco degli interventi alfieriani

#### Asti
- Convento di Sant'Anna, ampliamento e costruzione del campanile (1724)
- Coro del monastero di San Bernardino (ora distrutto)
- Palazzo di Città, fronte e ampliamento (1726)
- Palazzo Gazzelli di Rossana, ristrutturazione e ampliamento (1726)
- Orfanotrofio femminile
- Palazzo Alfieri, ristrutturazione e ampliamento (1738)
- Palazzo Amico di Castell'Alfero
- Palazzo Cotti Ceres
- Palazzo Mazzetti, ampliamento e ristrutturazione (1751)
- Palazzo Ottolenghi, ampliamento e ristrutturazione (1754)
- Seminario vescovile di Asti, parte della biblioteca (1763)

#### Torino
- Accademia Reale, restauro colonne

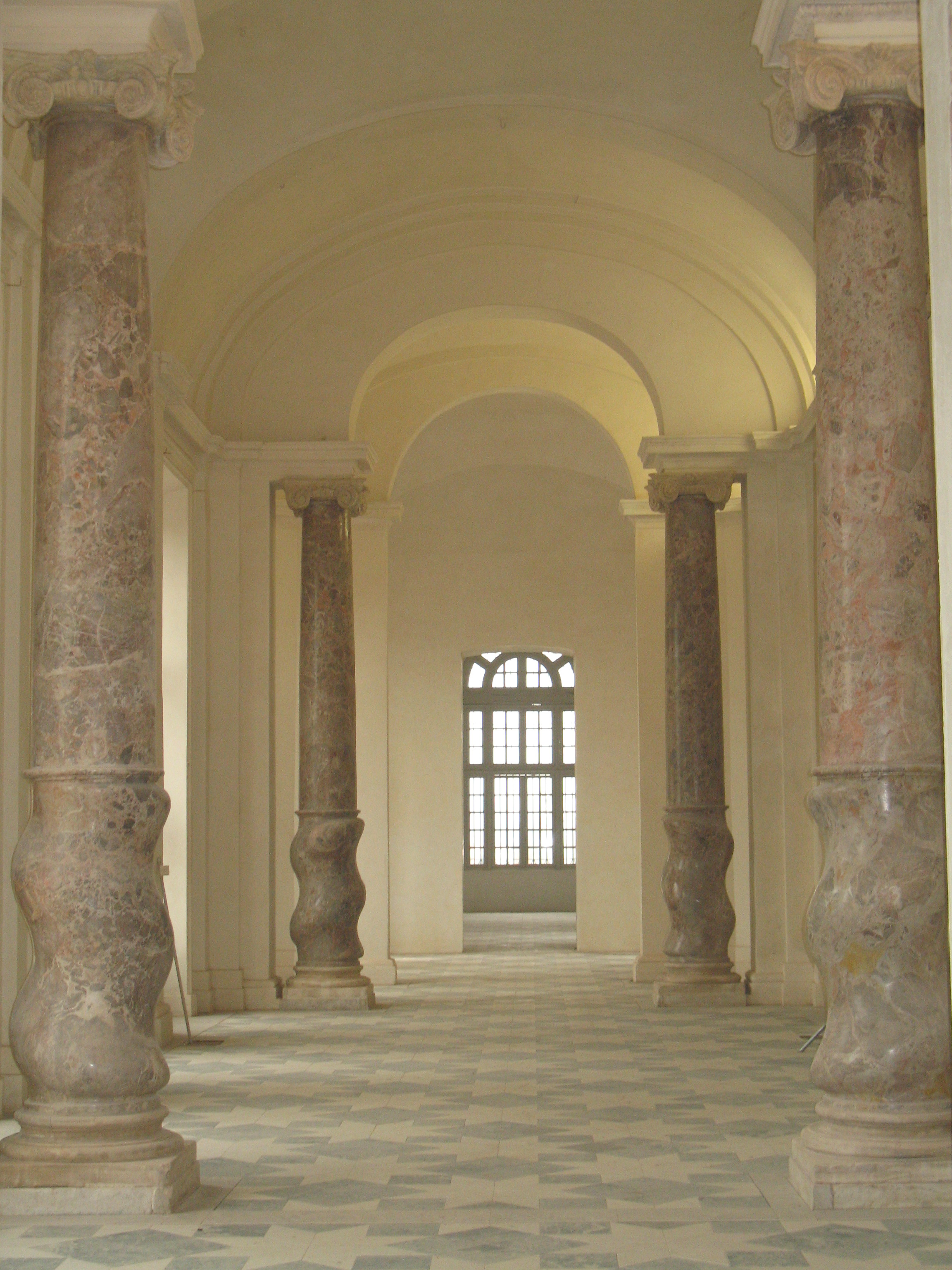
Reggia di Venaria Reale, Galleria di Benedetto Alfieri

- Illuminazione del Castello del Valentino, e della città (1750)
- Duomo, progetto per la costruzione di un nuovo duomo (1742-1748)
- Chiesa del Corpus Domini
- Chiesa di San Lorenzo, cappella di San Gaetano (1762)
- Chiesa di Santa Maria al Monte dei Cappuccini, altari laterali (1747)
- Istituto della Provvidenza (ora Esattoria Comunale), (1752)
- Palazzo Asinari di San Marzano, interni (1767)
- Palazzo Barolo, decorazioni interne  (1743)
- Palazzo Benso di Cavour, ammodernamenti interni (1757)
- Palazzo Chiablese, ristrutturazione e prolungamento verso S.Lorenzo (1762, 1763)
- Palazzo d'Agliano, (facciata)
- Palazzo Giannazzo di Pamparato (restauro)
- Palazzo Isnardi di Caraglio (sede dell'Accademia filarmonica) (1753)
- Palazzo Madama, ristrutturazione di un appartamento (1753)
- Palazzo Marozzo della Rocca, ricostruzione (1750)
- Palazzo Piossasco di Rivalba (1781)
- Reggia di Venaria Reale, completamento del rustico  (1751), nuova fabbrica (1755)
- Palazzo Reale, Galleria Beaumont (oggi Armeria Reale), piano Po (1753); giardino (1756); sala della guardia (1761); Curia regia, altare maggiore (1762); colonne battistero, lavori di marmo/bronzo
- Palazzo della Prefettura (1739)
- Palazzo Solaro della Chiesa, restauro
- Palazzo Turinetti di Cambiano, rifacimento interno (1750)
- Palazzo del real Senato (ora Corte d'Appello), ala sud (1748)
- Superga, real congregazione, allargamento della libreria (1752, 1754)
- Teatro Principe di Carignano (distrutto nel 1782), (1752)
- Teatro Regio, completamento dei lavori (1752, 1756)

#### Altre località

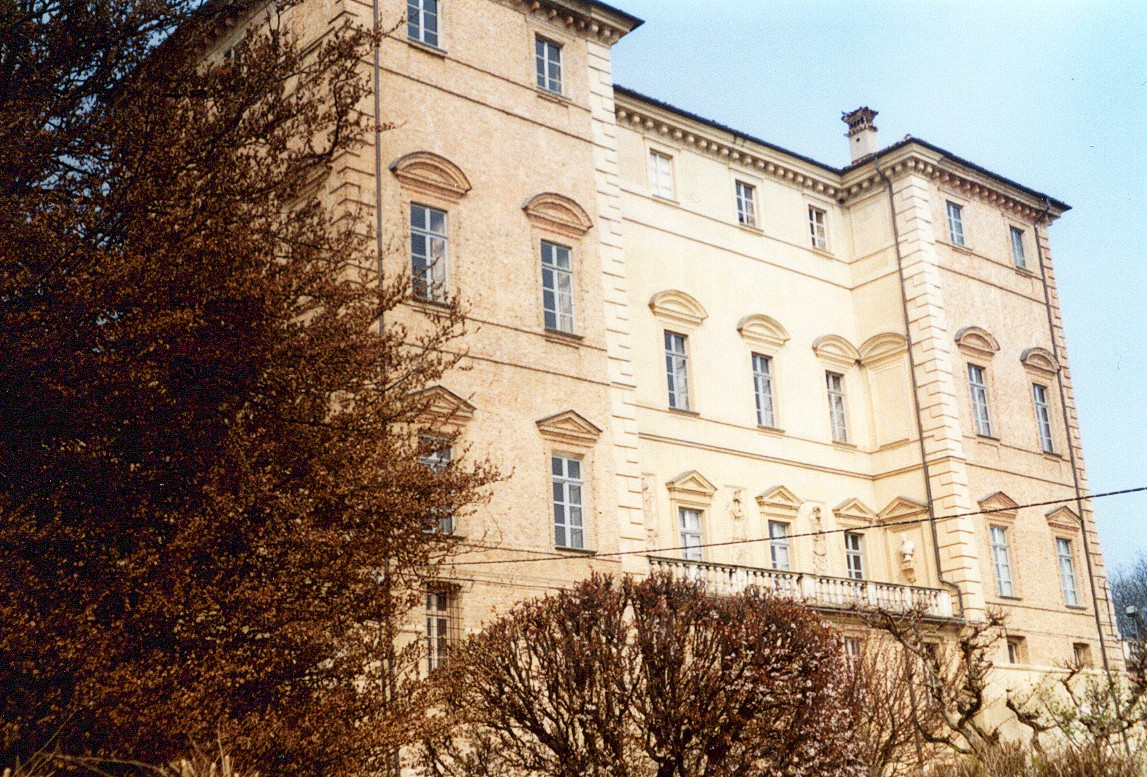
Il castello di Govone

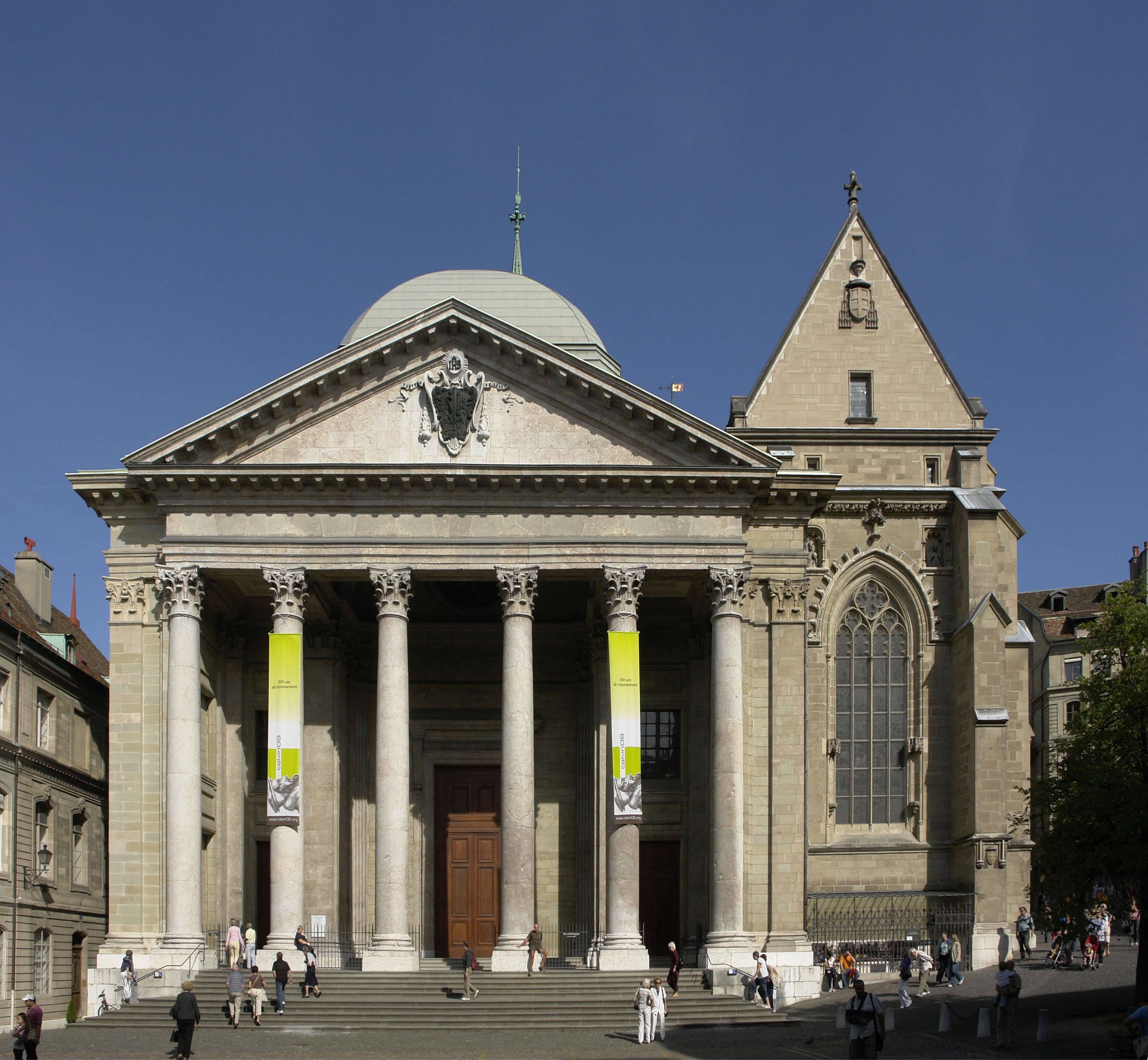
Facciata della cattedrale di Saint-Pierre, Ginevra

- Alessandria, Palazzo Ghilini, progetto (il palazzo non venne mai completato) (1731)
- Castell'Alfero, Villa Amico, progetto e costruzione (1725-1730)
- Chambéry, il castello (1752)
- Carignano, progetto definitivo della parrocchiale (1757)
- Casale Monferrato, duomo, cappella di Sant'Evasio (1764)
- Casale Monferrato, Palazzo Alfiano Natta, scuderie (1765)
- Casale Monferrato, chiesa di San Francesco, altare maggiore (distrutto) (1744-1748)
- Casale Monferrato, chiesa di San Pietro Apostolo (1730)
- Cavallermaggiore, chiesa di Santa Teresa dei carmelitani(1757, 1762)
- Ghemme, parrocchiale, altare in marmo (1760)
- Ginevra, fronte del duomo (1752)
- Govone, castello, costruzione (1733 ?-1735 ? )
- Mondovì, duomo, piccoli interventi (1752)
- Nizza Monferrato, Chiesa di San Giovanni Battista
- Novara, campanile di San Gaudenzio (1753), progetto del duomo (1754)
- Novara, Palazzo vescovile, ristrutturazione (1765)
- Monastero di Vasco, chiesa di S.Pietro e Paolo (1763)
- Milano, Palazzo Sormani, fronte e giardino (1765)
- Pavia, Duomo, tamburo della cupola (1766)
- Pecetto Torinese, chiesa d'Eremo dei Calmadolesi, altare di marmo (non più reperibile)(1752)
- Penne, Palazzo Aliprandi-De Sterlich, intervento di ristrutturazione interna  (1740)
- Piovà Massaia, chiesa parrocchiale (1749)
- San Martino Alfieri, villa Alfieri, rifacimento
- Trino, Sinagoga, ora conservata all'Eretz Museum di Tel Aviv
- Varallo, basilica Sacro Monte, altare e tribuna (1740)
- Venaria Reale, chiesa parrocchiale, altare maggiore (1756)
- Vercelli, chiesa - cappella del beato Amedeo (1755), piano urbanistico (1760)

## Progetti
- Disegni per alcuni arredi della basilica di Superga
- Progetti per la Basilica del Corpus Domini di Torino (1746)
- Progetto e ristrutturazione del Palazzo comunale e Piazza delle erbe (1756)
- Progetto di ampliamento di Palazzo Madama e del collegamento con la galleria Beaumont
- Progetto di riparazione di due case in Contrada Po (Torino)
- Progetti per il monastero e ospedale di S.Andrea a Vercelli
- Progetto per la chiesa di SS.Giovanni Battista e Remigio, Carignano
- Progetto per il riassetto di piazza delle Erbe e via Panierai (ora piazza e via Palazzo di città)
- Progetto di un ponte sul torrente Borbore,(Asti)

## Tributi
- La città di Asti ha intitolato il Liceo Artistico Statale a Benedetto Alfieri.